# Yoshi's Island DS
Yoshi's Island DS è un videogioco a piattaforme per Nintendo DS, sviluppato da Nintendo e Artoon. Presentato alla conferenza E3 2006 di Nintendo, Yoshi's Island DS è il sequel diretto di Super Mario World 2: Yoshi's Island per Super Nintendo. La storia è concentrata su una tribù di Yoshi, intenti a recuperare i bambini rapiti dal malvagio Kamek. Questo gioco usa lo stile grafico di Yoshi Touch & Go ma mantiene lo stesso gameplay del suo predecessore. Il gioco affianca, oltre a Baby Mario, altri nuovi pargoli ovvero Baby Peach, Baby Donkey Kong, Baby Wario e il già conosciuto Baby Bowser.

## Modalità di gioco

L'immagine mostra come viene utilizzato il doppio schermo nel gioco.

Il gameplay di Yoshi's Island DS è analogo a quello del gioco precedente, con alcune aggiunte. Proprio come in Super Mario World 2: Yoshi's Island, il giocatore guida vari Yoshi colorati attraverso delle fasi a scorrimento laterale.  Yoshi può saltare e librarsi in aria per un breve periodo, mangiare i nemici e trasformarli in uova (che possono essere usate per colpire interruttori e sconfiggere nemici lontani) e schiantarsi al suolo (per esempio per distruggere le casse). Alcuni livelli offrono a Yoshi la possibilità di trasformarsi in veicoli per un breve lasso di tempo. Come l'originale Yoshi's Island, il gioco per DS differisce da molte serie platform in quanto Yoshi non ha una barra della vita: quando Yoshi viene colpito, il bambino che sta trasportando cade dalla sua schiena e Yoshi deve recuperarlo prima che scada il timer. La principale differenza rispetto al gioco precedente è l'aggiunta di cinque bambini che Yoshi può trasportare, ognuno dotato di un'abilità diversa, il cui utilizzo richiede talvolta di scambiarli tra loro.
I due schermi del Nintendo DS agiscono come un unico schermo alto. Tuttavia, ciò essenzialmente dà al giocatore una visione migliore dei dintorni e fornisce unicamente il vantaggio di poter vedere di più (sopra) e, quando il giocatore è sullo schermo superiore, sotto.. Il gioco non utilizza la sensibilità al tocco dello schermo inferiore per il gameplay di base, sebbene sia un'opzione per la selezione dei livelli e in alcuni minigiochi. Ciascuno dei cinque mondi dispone di due boss.
Fiori, monete e stelle, sono disseminati per i vari livelli del gioco. Questi vengono sommati alla fine di ogni fase e viene assegnato un punteggio a seconda di quanti di ciascun tipo sono stati raccolti (per un massimo di 30 stelle, 20 monete rosse e 5 fiori). Raggiungendo punteggi sufficientemente alti è possibile sbloccare uno dei due set di livelli segreti (l'altro set viene sbloccato al completamento del gioco, come accadeva nel remake per GBA del gioco originale). Sono state inoltre introdotte monete con personaggi speciali.

## Accoglienza
| Testata                    | Giudizio |
| -------------------------- | -------- |
| GameRankings (media al)    | 81,15%   |
| Metacritic (media al)      | 81/100   |
| Game Informer              | 8,25/10  |
| GamePro                    | 4,25/5   |
| GameSpot                   | 9,1/10   |
| GameSpy                    | 4/5      |
| IGN                        | 8/10     |
| Nintendo World Report      | 8,5/10   |
| Official Nintendo Magazine | 87/100   |

Yoshi's Island DS ha ricevuto recensioni positive, ottenendo punteggi alti da alcuni dei più importanti critici di videogiochi. La recensione di GameSpot ha asserito che gli sviluppatori avevano "prodotto un sequel che sembra fresco e nuovo pur rimanendo fantastico come l'originale". Il sito IGN lo ha definito "una solida ricreazione degli elementi di Yoshi's Island in un formato a due schermi" e GamePro ha affermato che "è un gioco divertente e spensierato". I revisori sono stati particolarmente soddisfatti di come gli elementi di base del gameplay siano rimasti gli stessi del gioco precedente. GamePro lo ha definito come "la classica azione 2D a scorrimento laterale e le colorate opere d'arte pastello che hanno portato Nintendo alla ribalta", mentre IGN - anche se impressionato dal gioco in generale - si è chiesto se gli sviluppatori "si siano o meno attaccati troppo al design di questo nuovo gioco", perché aver giocato al gioco precedente "rovina molte sorprese". Altri critici hanno considerato questo come il miglior gioco portatile di Yoshi, ad eccezione del remake di Super Mario Advance dell'originale Yoshi's Island.
Un problema evidenziato dai critici è risultato essere il punto cieco creato dal divario tra i due schermi del Nintendo DS. IGN, pur comprendendo che fosse necessario per mirare correttamente le uova, lo ha descritto comunque come "fastidioso". Il recensore di GameSpy lo ha definito "doloroso" ed ha espresso frustrazione per essere stato colpito da un nemico nascosto in questa fascia. Nel complesso, i revisori sono rimasti soddisfatti del modo in cui sono stati implementati i nuovi personaggi, sebbene IGN abbia dichiarato che Baby Wario fosse "un'aggiunta dell'ultimo minuto che non è stata testata correttamente".
Yoshi's Island DS ha ricevuto la valutazione "Editor's Choice" di GameSpot  e ha raggiunto il round finale come "Miglior gioco per Nintendo DS". Il gioco ha venduto più di 300 000 copie nella prima settimana di uscita in Giappone.  Al 31 marzo 2008, Yoshi's Island DS ha venduto 2,91 milioni di copie in tutto il mondo.